# ابدی (فیلم ۲۰۱۰)
آب و هوا (به بنگالی: Abohomaan) یا ابدی (به انگلیسی: The Eternal) فیلمی هندی محصول سال ۲۰۱۰ و به کارگردانی ریتوپارنو گوش است. در این فیلم بازیگرانی همچون دیپانکار ده، جیشو سنگوپتا، ماماتا شانکار، ریا سن و آنانیا چاترجی ایفای نقش کرده‌اند.